# Os Advogados contra a Ditadura
O documentário "Os Advogados Contra a Ditadura" é dividido em cinco episódios, cada um com a duração de 52 min. Retrata a atuação dos advogados que estiveram na defesa de presos políticos durante a Ditadura Militar no Brasil. A direção é de Silvio Tendler.
O documentário teve como pesquisa inicial o livro "Advogados e a Ditadura de 1964 – A defesa dos perseguidos políticos no Brasil", organizado pelos professores Fernando Sá, Oswaldo Munteal e Paulo Emílio Martins, lançado em 2010 pela editora da Pontifícia Universidade Católica do Rio de Janeiro.
O documentário foi realizado em parceria com o projeto Marcas da Memória, da Comissão de Anistia do Ministério da Justiça       .

## Prêmios
- Margarida de Prata - CNBB - (2014)[9]